# Пушкинское сельское поселение (Кемеровская область)
Пу́шкинское се́льское поселение — упразднённое муниципальное образование в Промышленновском районе Кемеровской области. Административный центр — село Краснинское.

## История
Пушкинское сельское поселение образовано 17 декабря 2004 года в соответствии с Законом Кемеровской области № 104-ОЗ.

## Население
| 2010  | 2011  | 2012  | 2013  | 2014  | 2015  | 2016  |
| ----- | ----- | ----- | ----- | ----- | ----- | ----- |
| 3012  | ↗3016 | ↗3019 | ↘2996 | ↘2994 | ↘2958 | ↘2933 |
| 2017  | 2018  | 2019  |       |       |       |       |
| ↘2901 | ↘2855 | ↘2801 |       |       |       |       |

## Состав сельского поселения
| № | Населённый пункт     | Тип населённого пункта       | Население |
| - | -------------------- | ---------------------------- | --------- |
| 1 | Иваново-Родионовский | посёлок                      | 319       |
| 2 | Каменка              | деревня                      | 862       |
| 3 | Краснинское          | село, административный центр | 1379      |
| 4 | Пархаевка            | деревня                      | 245       |
| 5 | Пушкино              | деревня                      | 207       |